# Tomás Lozano
Tomás Lozano Barajas (30 de agosto de 1912) - †16 de abril de 1982), fue un futbolista mexicano que jugaba en la posición de Delantero. Jugó para el Atlético Latino, Club Deportivo Guadalajara, Selección Jalisco y Necaxa.
Se inició en el Atlético Latino, después pasó al Club Deportivo Guadalajara donde estuvo desde 1928 hasta 1934. Fue integrante de la primera Selección Jalisco formada por jugadores del Nacional y del Guadalajara, y con ella visitó la capital del país en el año de 1928 donde superaron al Real Club España.
Posteriormente pasó a las filas del Necaxa y llegó a defender la casaca de la Selección mexicana en los juegos centroamericanos de El Salvador en los años treinta.
Se casó con María Mercedes González, y procrearon tres hijos: Tomas, Celia y Mercedes y 10 nietos. Murió el viernes 16 de abril de 1982 debido a un ataque cardíaco.
- Datos: Q1235422